# Folmer Hansen
Folmer Hansen (11. juni 1872 i København – 4. maj 1958 i Hellerup) var en dansk luftfartspioner, læge, konsul, kosmopolit og idrætsmand (bl.a. tennis og golf), gift med Amory Scheel.

## Karriere
Folmer Hansen var søn af etatsråd Gustav Hansen (1843-1912), blev student fra Metropolitanskolen i 1889, tog medicinsk eksamen fra Københavns Universitet i 1895 og studerede grundlæggende medicin i London i 1903 og Santa Fe i 1911. Han arbejdede som læge, først i København på Blegdamshospitalet, senere i London, Kapkolonien 1904-05, La Paz, repræsentant for en engelsk bankgruppe i Abessinien 1906-09 og i Argentina 1911-15.
Hansen deltog i første verdenskrig i russisk Røde Kors' tjeneste 1916-18 og var leder af Dansk Røde Kors' Petrograd-afdeling i 1919. Han blev dansk konsul i Riga i 1921 (konstitueret 1920) og var konsul og handelsattaché ved gesandtskabet (fra 1947 ambassaden) i Stockholm fra 1924 til 1955. Han var formand for Nordisk Forening i Riga i perioden 1920-23, Ridder af Dannebrog, Dannebrogsmand og bar en lang række udenlandske ordener.
Hansen blev borgerligt gift 30. april 1918 i Bergen eller 29. april i Oslo med Amory Ide Agnes komtesse Scheel, datter af lensgreve Christen Scheel og hustru Ingeborg, født Brøchner. Ægteskabet blev opløst i 1928 eller 1936.

## Sportsmand
Han havde siden barndommen en stor interesse i sport. Han hjalp med at til at indføre tennis i Danmark. Ved det første uofficielle danske mesterskab i 1889 vandt han titlen. Han vandt mesterskabet fire år i træk og tabte den første i 1894, men han genvandt titlen i 1896 og 1901. I forbindelse med den internationale tennisturnering i Stockholm i 1899 besejrede han kronprins Gustaf af Sverige i åbningskampen. I vinteren 1898 var han med til at stifte Københavns Golf Klub, Skandinaviens første golfklub, og han vandt det første klubmesterskab.
Med støtte fra ritmester Gustav Adolph Clauson-Kaas tog Folmer Hansen 1909 til Paris for at få pilotuddannelse på Henri Farmans flyverskole. Ideen var, at han efter uddannelsen skulle købe en flyvemaskine til opvisningsflyvning, men Farmans træningsfly fik motorproblem, og Hansens flyvetræning blev forsinket. For stadig at gennemføre de lovede flyvninger engagerede gruppen bag Hansen den franske pilot Georges Legagneux (1882-1914), der blev den første der fløj i Danmark. Dette fandt sted 15. juni 1909. I løbet af den måned, Legagneux var i Danmark, lærte han selv Hansen at flyve og gennemførte hans afsluttede flyvetræning.